# Selección femenina de baloncesto sub-18 de Kosovo
La selección femenina de baloncesto sub-18 de Kosovo es un equipo nacional de baloncesto de Kosovo, regido por la Federación de Baloncesto de Kosovo.  Representa al país en las competiciones internacionales de baloncesto femenino sub-18.

## Participaciones

### Campeonato Mundial de Baloncesto Femenino Sub-19
| Año         | Pos.                           |
| ----------- | ------------------------------ |
| 1985 a 2007 | No existía la selección sub-18 |
| 2009 a 2019 | No clasificó                   |

### Campeonato Europeo de Baloncesto Femenino Sub-18
| Año         | Pos.                                  |
| ----------- | ------------------------------------- |
| 1965 a 2008 | No existía la selección sub-18        |
| 2009 a 2015 | No participó                          |
| 2016        | Division C - 5°                       |
| 2017        | Division C - 5°                       |
| 2018        | Division B - 22°                      |
| 2019        | Division B - 22°                      |
| 2020        | Cancelado por la pandemia de Covid-19 |
| 2021        | Por determinar                        |